# Acetropis carinata
Acetropis carinata är en insektsart som först beskrevs av Herrich-schaeffer 1841.  Acetropis carinata ingår i släktet Acetropis och familjen ängsskinnbaggar. Inga underarter finns listade i Catalogue of Life.